# Jevgenija Markovna Albacová
Jevgenija Markovna Albacová (Евгения Марковна Альбац, 5. září 1958) je ruská novinářka, politoložka, spisovatelka a moderátorka. Od roku 2011 je šéfredaktorkou časopisu Novoje Vremja.
Otec Mark Jefremovič Albac byl za druhé světové války průzkumníkem sovětské zpravodajské služby v říšském komisariátu Ukrajina. Po zranění v roce 1943 byl z armády propuštěn a pracoval jako inženýr. Matka Albacové, Jelena Izmajlovská, byla herečkou a rozhlasovou moderátorkou. Její starší sestra Taťána Komarovová je televizní moderátorkou.
Albacová dokončila v roce 1980 studium Fakulty žurnalistiky Lomonosovovy univerzity. Jednou z jejích spolužaček a přítelkyň byla Anna Politkovská, která se stala investigativní novinářkou a byla v roce 2006 zavražděna.
Albacová nejprve pracovala už během studia jako externí redaktorka pro Komsomolskou pravdu. Po vystudování se stala redaktorkou nedělní přílohy deníku Izvestija a zároveň začala do deníku samotného psát články z oboru astrofyziky a částicové fyziky. V letech 1986–1992 psala do Moskovskije novosti, mimo jiné na téma KGB. V letech 1996–2006 pracovala pro Izvestiji a zároveň psala do Nové Gazety. Od roku 2007 je v redakci časopisu Novoje Vremja.
Byla třetí manželkou Jaroslava Kirilloviče Golovanova, s kterým se jim v roce 1988 narodila dcera Olga.